# Qilan
 (février 2025).

Le Qilan est cultivé dans la province du Fujian, en Chine.

Le Qilan (chinois simplifié : 奇兰 ; chinois traditionnel : 奇蘭 ; pinyin : qílán ; Pe̍h-ōe-jī : kî-lân ; litt. « orchidée rare ») est un thé oolong des monts Wuyi, réputé pour sa douceur. Il se distingue par un parfum floral évoquant l’orchidée, accompagné de notes sucrées et de noisette. Cultivé principalement dans la province du Fujian, il fait partie des thés des rochers (Yancha), connus pour leurs saveurs riches et leur minéralité due au terroir montagneux dont ils sont issus.

## Variétés
- Zhuyeqilan (竹叶奇兰) : Cette variété se distingue par un arôme persistant, avec des notes florales rappelant l’orchidée. Ses feuilles sont fines, avec une base longue et ovale.
- Manqilan (慢奇兰) : Originaire du village de Songyan, cette variété possède des feuilles légèrement fermes, petites et rondes. Son arôme est délicatement persistant, avec une saveur rappelant les dattes. Il est principalement cultivé dans le sud du Fujian, notamment dans les régions productrices de thé oolong.
- Baiqilan (白奇兰) : Reconnaissable à sa couleur jaune-vert, cette variété offre un parfum floral similaire à celui de l’orchidée. Son goût est moelleux, et ses feuilles sont douces, fines et teintées de jaune-vert.
- Jinmianqilan (金面奇兰) : Cette variété se distingue par une saveur d’amande et des feuilles d’un vert foncé brillant et huileux, et est principalement produite dans le sud du Fujian[1].

## Caractères organoleptiques
Les feuilles sèches sont fines et légèrement lourdes, avec une tige réduite. Les branches sont relativement minces, et une petite quantité présente des irrégularités sur leur écorce. La couleur des feuilles varie entre le jaune-vert et le vert foncé.
La liqueur infusée rappelle l’orchidée et le blé, avec des notes évoquant des notes grillées de sous-bois et de miel. Sa saveur est douce et fraîche, légèrement sucrée, et son infusion est de teinte jaune clair à orangée.